# Vera Carrara

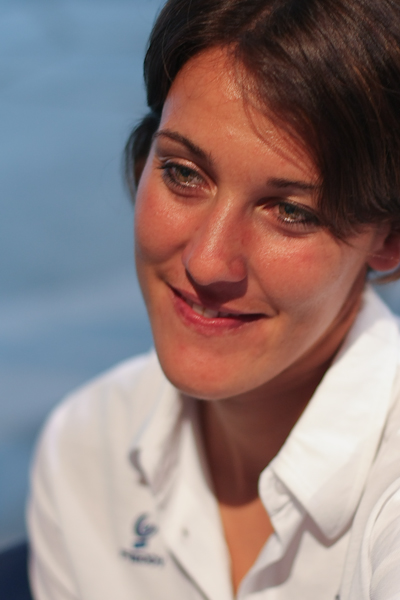
Vera Carrara (2008)

Vera Carrara (* 6. April 1980 in Alzano Lombardo, Bergamo) ist eine italienische Radrennfahrerin und dreifache Weltmeisterin auf der Bahn, die jetzt auf Mountain-Bike umgesattelt hat.
1998 wurde Vera Carrara Junioren-Weltmeisterin im Punktefahren auf der Bahn. 2002 wurde sie in derselben Disziplin Europameisterin (Nachwuchs). Bei den Bahn-Weltmeisterschaften der Elite 2004 in Melbourne wurde sie Zweite im Punktefahren, 2005 sowie 2006 konnte sie das Punktefahren bei der WM für sich entscheiden. 2007 wurde sie zudem in Cottbus Europameisterin im Omnium und nationale Meisterin im Einzelzeitfahren.
Bei ihrer zweiten Teilnahme bei Olympischen Spielen, 2008 in Peking, stieg Vera Carrara beim Straßenrennen aus. Am Ende der Saison trat sie vom Radsport zurück.
Im Herbst 2009 gab Vera Carrara bekannt, dass sie ein Comeback als Mountain-Bikerin plant mit dem Ziel, an den Olympischen Spielen 2012 in London teilzunehmen. Es gelang ihr jedoch nicht, sich zu qualifizieren.